# Tolullah Oni
Tolullah Oni, appelée également Tolu Oni, née en 1980, est une épidémiologiste nigériane du Conseil de la recherche médicale de l’unité d'épidémiologie de l'Université de Cambridge. Elle travaille notamment sur l’impact de l’environnement physique et socioéconomique dans le profil sanitaire des populations vivant dans des environnements urbains.

## Biographie
Elle est née à Lagos en 1980. Enfant, un documentaire à la télévision sur la chirurgie cardiaque éveille en elle une vocation pour le domaine médical,. Elle parvient à mener des études supérieures en médecine et en santé internationale à l’University College de Londres, où elle obtient un Bachelor degree en 2001. Elle effectue en parallèle de petits jobs, s’intéresse au VIH, et est nommée présidente du syndicat des étudiants en médecine. Elle est ensuite étudiante en doctorat à l'Imperial College London,. Ses travaux de recherches portent sur l’impact des déterminants sociaux sur la santé. Elle finalise ce doctorat en 2012,. Elle est primée par la Royal Society of Tropical Medicine and Hygiene pour ses travaux. Puis elle revient exercer sur le continent africain, en  Afrique du Sud.
Elle y met sur pied un programme de recherches interdisciplinaire, Research Initiative for Cities Health and Equity (RICHE), à l'Université du Cap en 2007. RICHE s’intéresse à la santé au sein des villes, et plus particulièrement aux politiques de santé publique dans les villes à croissance rapide. Elle travaille aussi comme registraire au ministère de la Santé du Cap-Occidental. Elle s'intéresse aux interventions consacrées aux infections chroniques et maladies non transmissibles,. 
Elle est nommée maître de conférences à l'Université du Cap. C'est là qu'elle développe le premier diplôme de premier cycle en santé mondiale de l'Université du Cap, lancé en 2014. Le cours créé par Tolu Oni est l'un des premiers consacrés aux politiques de santé dans le contexte des Pays du Sud.
Elle rejoint ensuite l'Université de Cambridge, où elle intègre l’unité d’épidémiologie du Conseil de la recherche médicale, en tant que chercheur principal,. Elle est membre du réseau Global Diet and Activity Research Group and Network (GDAR), qui œuvre pour la prévention des maladies non transmissibles dans pays en développement.
Elle intervient dans des présentations aux Nations unies, à l'Organisation mondiale de la Santé et au Forum économique mondial,,. Elle participe au conseil d'administration de Future Earth, un programme de recherche international qui vise à acquérir des connaissances sur les aspects environnementaux et humains du changement planétaire et à trouver des solutions pour le développement durable, et à celui de la plate-forme de recherche ouverte African Academy of Sciences . Elle est élue, en 2015, membre de Next Einstein forum et en 2017 de l’institut d’études avancées de l’Université de Stellenbosch,,. Elle fait désormais partie des comités de rédaction du Journal of Urban Health et du Lancet's Planetary Health,. Elle a écrit pour The Conversation.  Elle fait partie aussi du jury du Nature Research Awards for Inspiring Science and Innovating Science du périodique Nature.

### Prix et distinctions
- 2013 : Élue à la South African Young Academy of Science [24].
- 2019 : Désignée Young Global Leader par le Forum économique mondial [25].